# Temporada 2014 de Fórmula 1
La temporada 2014 de Fórmula 1 és el 65è Campionat Mundial de Fórmula 1 de la història. Va començar el 16 de març en el Gran Premi d'Austràlia i va finalitzar el 23 de novembre en el Gran Premi d'Abu Dhabi. El calendari està format per dinou grans premis i en aquesta temporada entra en vigor el nou Pacte de la Concòrdia.
El guanyador del campionat de pilots de la temporada anterior i, per tant, defensor del títol, és l'alemany Sebastian Vettel mentre que l'equip Red Bull fou el campió de constructors.

## Defensors del títol

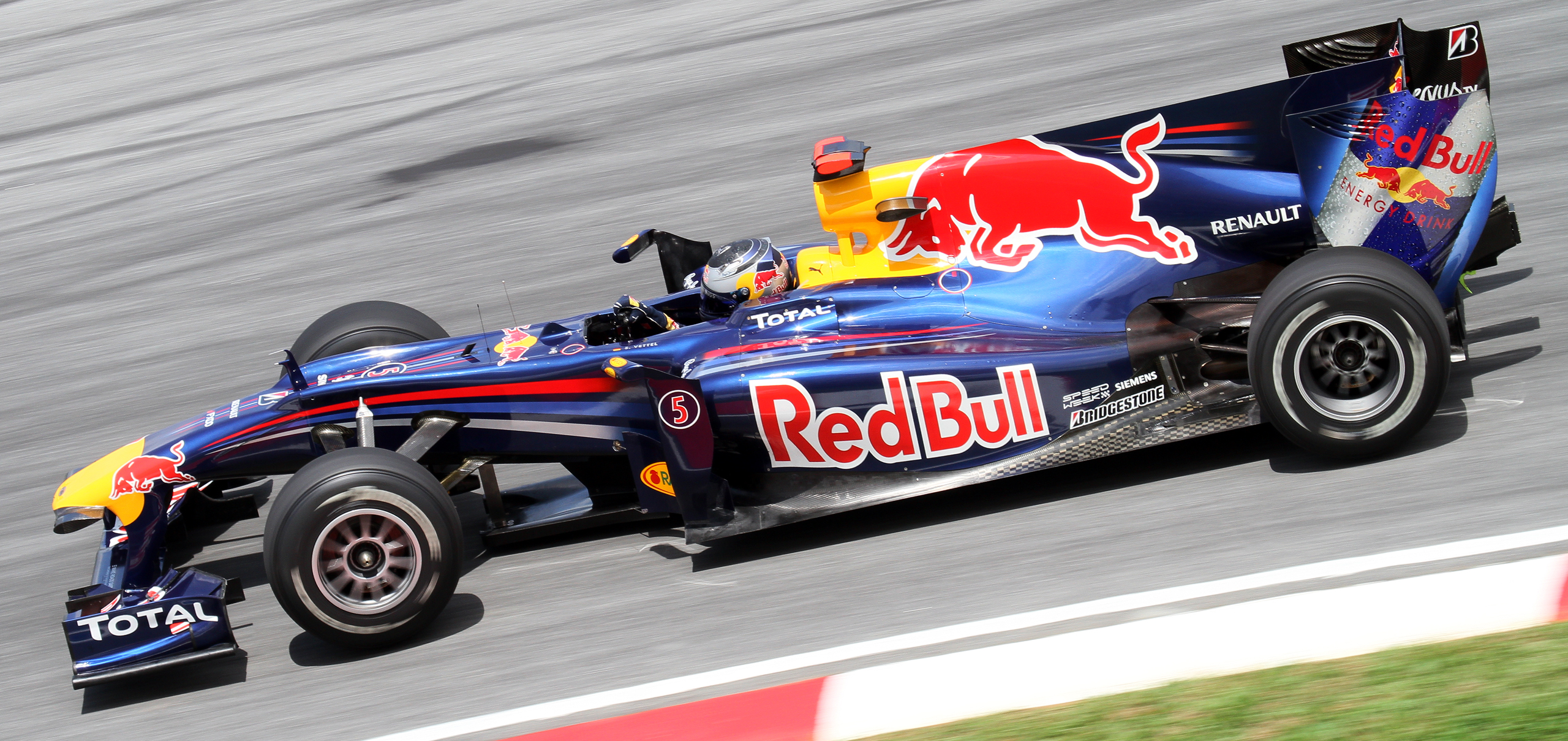
Red Bull-Renault, campions de constructors de Fórmula 1 de 2013.

- Pilot:  Sebastian Vettel
- Constructor:  Red Bull Racing

## Equips i pilots
| Escuderia                     | Constructor | Xassís | Motor                  | Neu.    | Nº | Pilots titulars                 | Pilots de proves                                            |
| ----------------------------- | ----------- | ------ | ---------------------- | ------- | -- | ------------------------------- | ----------------------------------------------------------- |
| Infiniti Red Bull Racing      | Red Bull    | RB10   | Renault Energy F1-2014 | Pirelli | 1  | Sebastian Vettel                | Sébastien Buemi · António Félix da Costa                    |
| Infiniti Red Bull Racing      | Red Bull    | RB10   | Renault Energy F1-2014 | Pirelli | 3  | Daniel Ricciardo                | Sébastien Buemi · António Félix da Costa                    |
| Mercedes AMG Petronas F1 Team | Mercedes    | W05    | Mercedes PU106A Hybrid | Pirelli | 44 | Lewis Hamilton                  |                                                             |
| Mercedes AMG Petronas F1 Team | Mercedes    | W05    | Mercedes PU106A Hybrid | Pirelli | 6  | Nico Rosberg                    |                                                             |
| Scuderia Ferrari              | Ferrari     | F14 T  | Ferrari 059/3          | Pirelli | 14 | Fernando Alonso                 | Davide Rigon Pedro de la Rosa · Marc Gené                   |
| Scuderia Ferrari              | Ferrari     | F14 T  | Ferrari 059/3          | Pirelli | 7  | Kimi Räikkönen                  | Davide Rigon Pedro de la Rosa · Marc Gené                   |
| Lotus F1 Team                 | Lotus       | E22    | Renault Energy F1-2014 | Pirelli | 8  | Romain Grosjean                 | Charles Pic                                                 |
| Lotus F1 Team                 | Lotus       | E22    | Renault Energy F1-2014 | Pirelli | 13 | Pastor Maldonado                | Charles Pic                                                 |
| McLaren Mercedes              | McLaren     | MP4-29 | Mercedes PU106A Hybrid | Pirelli | 22 | Jenson Button                   | Stoffel Vandoorne · Oliver Turvey · Gary Paffett            |
| McLaren Mercedes              | McLaren     | MP4-29 | Mercedes PU106A Hybrid | Pirelli | 20 | Kevin Magnussen                 | Stoffel Vandoorne · Oliver Turvey · Gary Paffett            |
| Sahara Force India F1 Team    | Force India | VJM07  | Mercedes PU106A Hybrid | Pirelli | 27 | Nico Hülkenberg                 | Daniel Juncadella · Facundo Regalia                         |
| Sahara Force India F1 Team    | Force India | VJM07  | Mercedes PU106A Hybrid | Pirelli | 11 | Sergio Pérez                    | Daniel Juncadella · Facundo Regalia                         |
| Sauber F1 Team                | Sauber      | C33    | Ferrari 059/3          | Pirelli | 99 | Adrian Sutil                    | Giedo van der Garde · Sergey Sirotkin · Simona de Silvestro |
| Sauber F1 Team                | Sauber      | C33    | Ferrari 059/3          | Pirelli | 21 | Esteban Gutiérrez               | Giedo van der Garde · Sergey Sirotkin · Simona de Silvestro |
| Scuderia Toro Rosso           | Toro Rosso  | STR9   | Renault Energy F1-2014 | Pirelli | 25 | Jean-Éric Vergne                |                                                             |
| Scuderia Toro Rosso           | Toro Rosso  | STR9   | Renault Energy F1-2014 | Pirelli | 26 | Daniïl Kviat                    |                                                             |
| Williams Martini Racing       | Williams    | FW36   | Mercedes PU106A Hybrid | Pirelli | 19 | Felipe Massa                    | Felipe Nasr · Susie Wolff                                   |
| Williams Martini Racing       | Williams    | FW36   | Mercedes PU106A Hybrid | Pirelli | 77 | Valtteri Bottas                 | Felipe Nasr · Susie Wolff                                   |
| Marussia F1 Team              | Marussia    | MR03   | Ferrari 059/3          | Pirelli | 17 | Jules Bianchi                   |                                                             |
| Marussia F1 Team              | Marussia    | MR03   | Ferrari 059/3          | Pirelli | 4  | Max Chilton                     |                                                             |
| Caterham F1 Team              | Caterham    | CT05   | Renault Energy F1-2014 | Pirelli | 10 | Kamui Kobayashi                 | Robin Frijns · Alexander Rossi                              |
| Caterham F1 Team              | Caterham    | CT05   | Renault Energy F1-2014 | Pirelli | 9  | Marcus Ericsson                 | Robin Frijns · Alexander Rossi                              |
| Caterham F1 Team              | Caterham    | CT05   | Renault Energy F1-2014 | Pirelli | 45 | André Lotterer (una sola cursa) | Robin Frijns · Alexander Rossi                              |
| Caterham F1 Team              | Caterham    | CT05   | Renault Energy F1-2014 | Pirelli | 46 | Will Stevens (una sola cursa)   | Robin Frijns · Alexander Rossi                              |

## Calendari
| 1  | 16 de març     | Gran Premi d'Austràlia Circuit d'Albert Park Longitud: 307,574 km Voltes: 58 Guanyador 2013: Kimi Räikkönen, Lotus                   | Albert Park                    | Guanyador     | Nico Rosberg     | Resultats |
| 1  | 16 de març     | Gran Premi d'Austràlia Circuit d'Albert Park Longitud: 307,574 km Voltes: 58 Guanyador 2013: Kimi Räikkönen, Lotus                   | Albert Park                    | 2a posició    | Kevin Magnussen  | Resultats |
| 1  | 16 de març     | Gran Premi d'Austràlia Circuit d'Albert Park Longitud: 307,574 km Voltes: 58 Guanyador 2013: Kimi Räikkönen, Lotus                   | Albert Park                    | 3a posició    | Jenson Button    | Resultats |
| 1  | 16 de març     | Gran Premi d'Austràlia Circuit d'Albert Park Longitud: 307,574 km Voltes: 58 Guanyador 2013: Kimi Räikkönen, Lotus                   | Albert Park                    | Pole Position | Lewis Hamilton   | Resultats |
| 1  | 16 de març     | Gran Premi d'Austràlia Circuit d'Albert Park Longitud: 307,574 km Voltes: 58 Guanyador 2013: Kimi Räikkönen, Lotus                   | Albert Park                    | Volta ràpida  | Nico Rosberg     | Resultats |
| 2  | 30 de març     | Gran Premi de Malàisia Circuit de Sepang Longitud: 310,408 km Voltes: 56 Guanyador 2013: Sebastian Vettel, Red Bull-Renault          | Sepang                         | Guanyador     | Lewis Hamilton   | Resultats |
| 2  | 30 de març     | Gran Premi de Malàisia Circuit de Sepang Longitud: 310,408 km Voltes: 56 Guanyador 2013: Sebastian Vettel, Red Bull-Renault          | Sepang                         | 2a posició    | Nico Rosberg     | Resultats |
| 2  | 30 de març     | Gran Premi de Malàisia Circuit de Sepang Longitud: 310,408 km Voltes: 56 Guanyador 2013: Sebastian Vettel, Red Bull-Renault          | Sepang                         | 3a posició    | Sebastian Vettel | Resultats |
| 2  | 30 de març     | Gran Premi de Malàisia Circuit de Sepang Longitud: 310,408 km Voltes: 56 Guanyador 2013: Sebastian Vettel, Red Bull-Renault          | Sepang                         | Pole Position | Lewis Hamilton   | Resultats |
| 2  | 30 de març     | Gran Premi de Malàisia Circuit de Sepang Longitud: 310,408 km Voltes: 56 Guanyador 2013: Sebastian Vettel, Red Bull-Renault          | Sepang                         | Volta ràpida  | Lewis Hamilton   | Resultats |
| 3  | 6 d'abril      | Gran Premi de Bahrain Circuit de Sahkir Longitud: 308,238 km Voltes: 57 Guanyador 2013: Sebastian Vettel Red Bull                    | Gran Premi de Bahrain          | Guanyador     | Lewis Hamilton   | Resultats |
| 3  | 6 d'abril      | Gran Premi de Bahrain Circuit de Sahkir Longitud: 308,238 km Voltes: 57 Guanyador 2013: Sebastian Vettel Red Bull                    | Gran Premi de Bahrain          | 2a posició    | Nico Rosberg     | Resultats |
| 3  | 6 d'abril      | Gran Premi de Bahrain Circuit de Sahkir Longitud: 308,238 km Voltes: 57 Guanyador 2013: Sebastian Vettel Red Bull                    | Gran Premi de Bahrain          | 3a posició    | Sergio Pérez     | Resultats |
| 3  | 6 d'abril      | Gran Premi de Bahrain Circuit de Sahkir Longitud: 308,238 km Voltes: 57 Guanyador 2013: Sebastian Vettel Red Bull                    | Gran Premi de Bahrain          | Pole Position | Nico Rosberg     | Resultats |
| 3  | 6 d'abril      | Gran Premi de Bahrain Circuit de Sahkir Longitud: 308,238 km Voltes: 57 Guanyador 2013: Sebastian Vettel Red Bull                    | Gran Premi de Bahrain          | Volta ràpida  | Nico Rosberg     | Resultats |
| 4  | 20 d'abril     | Gran Premi de la Xina Circuit de Xangai Longitud: 305,066 km Voltes: 56 Guanyador 2013: Fernando Alonso, Ferrari                     | Xangai                         | Guanyador     | Lewis Hamilton   | Resultats |
| 4  | 20 d'abril     | Gran Premi de la Xina Circuit de Xangai Longitud: 305,066 km Voltes: 56 Guanyador 2013: Fernando Alonso, Ferrari                     | Xangai                         | 2a posició    | Nico Rosberg     | Resultats |
| 4  | 20 d'abril     | Gran Premi de la Xina Circuit de Xangai Longitud: 305,066 km Voltes: 56 Guanyador 2013: Fernando Alonso, Ferrari                     | Xangai                         | 3a posició    | Fernando Alonso  | Resultats |
| 4  | 20 d'abril     | Gran Premi de la Xina Circuit de Xangai Longitud: 305,066 km Voltes: 56 Guanyador 2013: Fernando Alonso, Ferrari                     | Xangai                         | Pole Position | Lewis Hamilton   | Resultats |
| 4  | 20 d'abril     | Gran Premi de la Xina Circuit de Xangai Longitud: 305,066 km Voltes: 56 Guanyador 2013: Fernando Alonso, Ferrari                     | Xangai                         | Volta ràpida  | Nico Rosberg     | Resultats |
| 5  | 11 de maig     | Gran Premi d'Espanya Circuit de Barcelona-Catalunya Longitud: 307,104 km Voltes: 66 Guanyador 2013: Fernando Alonso, Ferrari         | Circuit de Barcelona-Catalunya | Guanyador     | Lewis Hamilton   | Resultats |
| 5  | 11 de maig     | Gran Premi d'Espanya Circuit de Barcelona-Catalunya Longitud: 307,104 km Voltes: 66 Guanyador 2013: Fernando Alonso, Ferrari         | Circuit de Barcelona-Catalunya | 2a posició    | Nico Rosberg     | Resultats |
| 5  | 11 de maig     | Gran Premi d'Espanya Circuit de Barcelona-Catalunya Longitud: 307,104 km Voltes: 66 Guanyador 2013: Fernando Alonso, Ferrari         | Circuit de Barcelona-Catalunya | 3a posició    | Daniel Ricciardo | Resultats |
| 5  | 11 de maig     | Gran Premi d'Espanya Circuit de Barcelona-Catalunya Longitud: 307,104 km Voltes: 66 Guanyador 2013: Fernando Alonso, Ferrari         | Circuit de Barcelona-Catalunya | Pole Position | Lewis Hamilton   | Resultats |
| 5  | 11 de maig     | Gran Premi d'Espanya Circuit de Barcelona-Catalunya Longitud: 307,104 km Voltes: 66 Guanyador 2013: Fernando Alonso, Ferrari         | Circuit de Barcelona-Catalunya | Volta ràpida  | Sebastian Vettel | Resultats |
| 6  | 25 de maig     | Gran Premi de Mònaco Circuit de Monte Carlo Longitud: 260,520 km Voltes: 78 Guanyador 2013: Nico Rosberg, McLaren-Mercedes           | Circuit de Monte Carlo         | Guanyador     | Nico Rosberg     | Resultats |
| 6  | 25 de maig     | Gran Premi de Mònaco Circuit de Monte Carlo Longitud: 260,520 km Voltes: 78 Guanyador 2013: Nico Rosberg, McLaren-Mercedes           | Circuit de Monte Carlo         | 2a posició    | Lewis Hamilton   | Resultats |
| 6  | 25 de maig     | Gran Premi de Mònaco Circuit de Monte Carlo Longitud: 260,520 km Voltes: 78 Guanyador 2013: Nico Rosberg, McLaren-Mercedes           | Circuit de Monte Carlo         | 3a posició    | Daniel Ricciardo | Resultats |
| 6  | 25 de maig     | Gran Premi de Mònaco Circuit de Monte Carlo Longitud: 260,520 km Voltes: 78 Guanyador 2013: Nico Rosberg, McLaren-Mercedes           | Circuit de Monte Carlo         | Pole Position | Nico Rosberg     | Resultats |
| 6  | 25 de maig     | Gran Premi de Mònaco Circuit de Monte Carlo Longitud: 260,520 km Voltes: 78 Guanyador 2013: Nico Rosberg, McLaren-Mercedes           | Circuit de Monte Carlo         | Volta ràpida  | Kimi Räikkönen   | Resultats |
| 7  | 8 de juny      | Gran Premi del Canadà Circuit Gilles Villeneuve Longitud: 305,270 km Voltes: 70 Guanyador 2013: Sebastian Vettel, Red Bull           | Circuit Gilles Villeneuve      | Guanyador     | Daniel Ricciardo | Resultats |
| 7  | 8 de juny      | Gran Premi del Canadà Circuit Gilles Villeneuve Longitud: 305,270 km Voltes: 70 Guanyador 2013: Sebastian Vettel, Red Bull           | Circuit Gilles Villeneuve      | 2a posició    | Nico Rosberg     | Resultats |
| 7  | 8 de juny      | Gran Premi del Canadà Circuit Gilles Villeneuve Longitud: 305,270 km Voltes: 70 Guanyador 2013: Sebastian Vettel, Red Bull           | Circuit Gilles Villeneuve      | 3a posició    | Sebastian Vettel | Resultats |
| 7  | 8 de juny      | Gran Premi del Canadà Circuit Gilles Villeneuve Longitud: 305,270 km Voltes: 70 Guanyador 2013: Sebastian Vettel, Red Bull           | Circuit Gilles Villeneuve      | Pole Position | Nico Rosberg     | Resultats |
| 7  | 8 de juny      | Gran Premi del Canadà Circuit Gilles Villeneuve Longitud: 305,270 km Voltes: 70 Guanyador 2013: Sebastian Vettel, Red Bull           | Circuit Gilles Villeneuve      | Volta ràpida  | Felipe Massa     | Resultats |
| 8  | 22 de juny     | Gran Premi d'Àustria Circuit d'Österreichring Longitud: - km Voltes: - Guanyador 2013:-                                              | Circuit Red Bull Ring          | Guanyador     | Nico Rosberg     | Resultats |
| 8  | 22 de juny     | Gran Premi d'Àustria Circuit d'Österreichring Longitud: - km Voltes: - Guanyador 2013:-                                              | Circuit Red Bull Ring          | 2a posició    | Lewis Hamilton   | Resultats |
| 8  | 22 de juny     | Gran Premi d'Àustria Circuit d'Österreichring Longitud: - km Voltes: - Guanyador 2013:-                                              | Circuit Red Bull Ring          | 3a posició    | Valtteri Bottas  | Resultats |
| 8  | 22 de juny     | Gran Premi d'Àustria Circuit d'Österreichring Longitud: - km Voltes: - Guanyador 2013:-                                              | Circuit Red Bull Ring          | Pole Position | Felipe Massa     | Resultats |
| 8  | 22 de juny     | Gran Premi d'Àustria Circuit d'Österreichring Longitud: - km Voltes: - Guanyador 2013:-                                              | Circuit Red Bull Ring          | Volta ràpida  | Sergio Pérez     | Resultats |
| 9  | 6 de juliol    | Gran Premi de la Gran Bretanya Circuit de Silverstone Longitud: 306,747 km Voltes: 52 Guanyador 2013: Nico Rosberg, McLaren-Mercedes | Circuit de Silverstone         | Guanyador     | Lewis Hamilton   | Resultats |
| 9  | 6 de juliol    | Gran Premi de la Gran Bretanya Circuit de Silverstone Longitud: 306,747 km Voltes: 52 Guanyador 2013: Nico Rosberg, McLaren-Mercedes | Circuit de Silverstone         | 2a posició    | Valtteri Bottas  | Resultats |
| 9  | 6 de juliol    | Gran Premi de la Gran Bretanya Circuit de Silverstone Longitud: 306,747 km Voltes: 52 Guanyador 2013: Nico Rosberg, McLaren-Mercedes | Circuit de Silverstone         | 3a posició    | Daniel Ricciardo | Resultats |
| 9  | 6 de juliol    | Gran Premi de la Gran Bretanya Circuit de Silverstone Longitud: 306,747 km Voltes: 52 Guanyador 2013: Nico Rosberg, McLaren-Mercedes | Circuit de Silverstone         | Pole Position | Nico Rosberg     | Resultats |
| 9  | 6 de juliol    | Gran Premi de la Gran Bretanya Circuit de Silverstone Longitud: 306,747 km Voltes: 52 Guanyador 2013: Nico Rosberg, McLaren-Mercedes | Circuit de Silverstone         | Volta ràpida  | Lewis Hamilton   | Resultats |
| 10 | 20 de juliol   | Gran Premi d'Alemanya Circuit de Hockenheim Longitud: 306,458 km Voltes: 67 Guanyador 2013: Lewis Hamilton, McLaren-Mercedes         | Circuit de Hockenheim          | Guanyador     | Nico Rosberg     | Resultats |
| 10 | 20 de juliol   | Gran Premi d'Alemanya Circuit de Hockenheim Longitud: 306,458 km Voltes: 67 Guanyador 2013: Lewis Hamilton, McLaren-Mercedes         | Circuit de Hockenheim          | 2a posició    | Valtteri Bottas  | Resultats |
| 10 | 20 de juliol   | Gran Premi d'Alemanya Circuit de Hockenheim Longitud: 306,458 km Voltes: 67 Guanyador 2013: Lewis Hamilton, McLaren-Mercedes         | Circuit de Hockenheim          | 3a posició    | Lewis Hamilton   | Resultats |
| 10 | 20 de juliol   | Gran Premi d'Alemanya Circuit de Hockenheim Longitud: 306,458 km Voltes: 67 Guanyador 2013: Lewis Hamilton, McLaren-Mercedes         | Circuit de Hockenheim          | Pole Position | Nico Rosberg     | Resultats |
| 10 | 20 de juliol   | Gran Premi d'Alemanya Circuit de Hockenheim Longitud: 306,458 km Voltes: 67 Guanyador 2013: Lewis Hamilton, McLaren-Mercedes         | Circuit de Hockenheim          | Volta ràpida  | Lewis Hamilton   | Resultats |
| 11 | 27 de juliol   | Gran Premi d'Hongria Circuit d'Hungaroring Longitud: 306,660 km Voltes: 70 Guanyador 2013: Lewis Hamilton, McLaren-Mercedes          | Circuit d'Hungaroring          | Guanyador     | Daniel Ricciardo | Resultats |
| 11 | 27 de juliol   | Gran Premi d'Hongria Circuit d'Hungaroring Longitud: 306,660 km Voltes: 70 Guanyador 2013: Lewis Hamilton, McLaren-Mercedes          | Circuit d'Hungaroring          | 2a posició    | Fernando Alonso  | Resultats |
| 11 | 27 de juliol   | Gran Premi d'Hongria Circuit d'Hungaroring Longitud: 306,660 km Voltes: 70 Guanyador 2013: Lewis Hamilton, McLaren-Mercedes          | Circuit d'Hungaroring          | 3a posició    | Lewis Hamilton   | Resultats |
| 11 | 27 de juliol   | Gran Premi d'Hongria Circuit d'Hungaroring Longitud: 306,660 km Voltes: 70 Guanyador 2013: Lewis Hamilton, McLaren-Mercedes          | Circuit d'Hungaroring          | Pole Position | Nico Rosberg     | Resultats |
| 11 | 27 de juliol   | Gran Premi d'Hongria Circuit d'Hungaroring Longitud: 306,660 km Voltes: 70 Guanyador 2013: Lewis Hamilton, McLaren-Mercedes          | Circuit d'Hungaroring          | Volta ràpida  | Nico Rosberg     | Resultats |
| 12 | 24 d'agost     | Gran Premi de Bèlgica Circuit de Spa-Francorchamps Longitud: 308,238 km Voltes: 57 Guanyador 2013: Sebastian Vettel, Red Bull        | Circuit de Spa-Francorchamps   | Guanyador     | Daniel Ricciardo | Resultats |
| 12 | 24 d'agost     | Gran Premi de Bèlgica Circuit de Spa-Francorchamps Longitud: 308,238 km Voltes: 57 Guanyador 2013: Sebastian Vettel, Red Bull        | Circuit de Spa-Francorchamps   | 2a posició    | Nico Rosberg     | Resultats |
| 12 | 24 d'agost     | Gran Premi de Bèlgica Circuit de Spa-Francorchamps Longitud: 308,238 km Voltes: 57 Guanyador 2013: Sebastian Vettel, Red Bull        | Circuit de Spa-Francorchamps   | 3a posició    | Valtteri Bottas  | Resultats |
| 12 | 24 d'agost     | Gran Premi de Bèlgica Circuit de Spa-Francorchamps Longitud: 308,238 km Voltes: 57 Guanyador 2013: Sebastian Vettel, Red Bull        | Circuit de Spa-Francorchamps   | Pole Position | Nico Rosberg     | Resultats |
| 12 | 24 d'agost     | Gran Premi de Bèlgica Circuit de Spa-Francorchamps Longitud: 308,238 km Voltes: 57 Guanyador 2013: Sebastian Vettel, Red Bull        | Circuit de Spa-Francorchamps   | Volta ràpida  | Nico Rosberg     | Resultats |
| 13 | 7 de setembre  | Gran Premi d'Itàlia Circuit de Monza Longitud: 306,720 km Voltes: 53 Guanyador 2013: Sebastian Vettel, Red Bull                      | Circuit de Monza               | Guanyador     | Lewis Hamilton   | Resultats |
| 13 | 7 de setembre  | Gran Premi d'Itàlia Circuit de Monza Longitud: 306,720 km Voltes: 53 Guanyador 2013: Sebastian Vettel, Red Bull                      | Circuit de Monza               | 2a posició    | Nico Rosberg     | Resultats |
| 13 | 7 de setembre  | Gran Premi d'Itàlia Circuit de Monza Longitud: 306,720 km Voltes: 53 Guanyador 2013: Sebastian Vettel, Red Bull                      | Circuit de Monza               | 3a posició    | Felipe Massa     | Resultats |
| 13 | 7 de setembre  | Gran Premi d'Itàlia Circuit de Monza Longitud: 306,720 km Voltes: 53 Guanyador 2013: Sebastian Vettel, Red Bull                      | Circuit de Monza               | Pole Position | Lewis Hamilton   | Resultats |
| 13 | 7 de setembre  | Gran Premi d'Itàlia Circuit de Monza Longitud: 306,720 km Voltes: 53 Guanyador 2013: Sebastian Vettel, Red Bull                      | Circuit de Monza               | Volta ràpida  | Lewis Hamilton   | Resultats |
| 14 | 21 de setembre | Gran Premi de Singapur Circuit de Singapur Longitud: 309,316 km Voltes: 61 Guanyador 2013: Sebastian Vettel, Red Bull                | Circuit de Singapur            | Guanyador     | Lewis Hamilton   | Resultats |
| 14 | 21 de setembre | Gran Premi de Singapur Circuit de Singapur Longitud: 309,316 km Voltes: 61 Guanyador 2013: Sebastian Vettel, Red Bull                | Circuit de Singapur            | 2a posició    | Sebastian Vettel | Resultats |
| 14 | 21 de setembre | Gran Premi de Singapur Circuit de Singapur Longitud: 309,316 km Voltes: 61 Guanyador 2013: Sebastian Vettel, Red Bull                | Circuit de Singapur            | 3a posició    | Daniel Ricciardo | Resultats |
| 14 | 21 de setembre | Gran Premi de Singapur Circuit de Singapur Longitud: 309,316 km Voltes: 61 Guanyador 2013: Sebastian Vettel, Red Bull                | Circuit de Singapur            | Pole Position | Lewis Hamilton   | Resultats |
| 14 | 21 de setembre | Gran Premi de Singapur Circuit de Singapur Longitud: 309,316 km Voltes: 61 Guanyador 2013: Sebastian Vettel, Red Bull                | Circuit de Singapur            | Volta ràpida  | Lewis Hamilton   | Resultats |
| 15 | 5 d'octubre    | Gran Premi del Japó Circuit de Suzuka Longitud: 307,573 km Voltes: 53 Guanyador 2013: Sebastian Vettel, Red Bull                     | Circuit de Suzuka              | Guanyador     | Lewis Hamilton   | Resultats |
| 15 | 5 d'octubre    | Gran Premi del Japó Circuit de Suzuka Longitud: 307,573 km Voltes: 53 Guanyador 2013: Sebastian Vettel, Red Bull                     | Circuit de Suzuka              | 2a posició    | Nico Rosberg     | Resultats |
| 15 | 5 d'octubre    | Gran Premi del Japó Circuit de Suzuka Longitud: 307,573 km Voltes: 53 Guanyador 2013: Sebastian Vettel, Red Bull                     | Circuit de Suzuka              | 3a posició    | Sebastian Vettel | Resultats |
| 15 | 5 d'octubre    | Gran Premi del Japó Circuit de Suzuka Longitud: 307,573 km Voltes: 53 Guanyador 2013: Sebastian Vettel, Red Bull                     | Circuit de Suzuka              | Pole Position | Nico Rosberg     | Resultats |
| 15 | 5 d'octubre    | Gran Premi del Japó Circuit de Suzuka Longitud: 307,573 km Voltes: 53 Guanyador 2013: Sebastian Vettel, Red Bull                     | Circuit de Suzuka              | Volta ràpida  | Lewis Hamilton   | Resultats |
| 16 | 12 d'octubre   | Gran Premi de Rússia Circuit urbà de Sotxi Longitud: - km Voltes: - Guanyador 2013: -                                                | Circuit urbà de Sotxi          | Guanyador     | Lewis Hamilton   | Resultats |
| 16 | 12 d'octubre   | Gran Premi de Rússia Circuit urbà de Sotxi Longitud: - km Voltes: - Guanyador 2013: -                                                | Circuit urbà de Sotxi          | 2a posició    | Nico Rosberg     | Resultats |
| 16 | 12 d'octubre   | Gran Premi de Rússia Circuit urbà de Sotxi Longitud: - km Voltes: - Guanyador 2013: -                                                | Circuit urbà de Sotxi          | 3a posició    | Valtteri Bottas  | Resultats |
| 16 | 12 d'octubre   | Gran Premi de Rússia Circuit urbà de Sotxi Longitud: - km Voltes: - Guanyador 2013: -                                                | Circuit urbà de Sotxi          | Pole Position | Lewis Hamilton   | Resultats |
| 16 | 12 d'octubre   | Gran Premi de Rússia Circuit urbà de Sotxi Longitud: - km Voltes: - Guanyador 2013: -                                                | Circuit urbà de Sotxi          | Volta ràpida  | Valtteri Bottas  | Resultats |
| 17 | 2 de novembre  | Gran Premi dels Estats Units Circuit d'Austin Longitud: 308,896 km Voltes: 56 Guanyador 2013: Sebastian Vettel, Red Bull             | Circuit d'Austin               | Guanyador     | Lewis Hamilton   | Resultats |
| 17 | 2 de novembre  | Gran Premi dels Estats Units Circuit d'Austin Longitud: 308,896 km Voltes: 56 Guanyador 2013: Sebastian Vettel, Red Bull             | Circuit d'Austin               | 2a posició    | Nico Rosberg     | Resultats |
| 17 | 2 de novembre  | Gran Premi dels Estats Units Circuit d'Austin Longitud: 308,896 km Voltes: 56 Guanyador 2013: Sebastian Vettel, Red Bull             | Circuit d'Austin               | 3a posició    | Daniel Ricciardo | Resultats |
| 17 | 2 de novembre  | Gran Premi dels Estats Units Circuit d'Austin Longitud: 308,896 km Voltes: 56 Guanyador 2013: Sebastian Vettel, Red Bull             | Circuit d'Austin               | Pole Position | Nico Rosberg     | Resultats |
| 17 | 2 de novembre  | Gran Premi dels Estats Units Circuit d'Austin Longitud: 308,896 km Voltes: 56 Guanyador 2013: Sebastian Vettel, Red Bull             | Circuit d'Austin               | Volta ràpida  | Sebastian Vettel | Resultats |
| 18 | 9 de novembre  | Gran Premi de Brasil Circuit d'Interlagos Longitud: 305,909 km Voltes: 71 Guanyador 2013: Sebastian Vettel, Red Bull                 | Circuit d'Interlagos           | Guanyador     | Nico Rosberg     | Resultats |
| 18 | 9 de novembre  | Gran Premi de Brasil Circuit d'Interlagos Longitud: 305,909 km Voltes: 71 Guanyador 2013: Sebastian Vettel, Red Bull                 | Circuit d'Interlagos           | 2a posició    | Lewis Hamilton   | Resultats |
| 18 | 9 de novembre  | Gran Premi de Brasil Circuit d'Interlagos Longitud: 305,909 km Voltes: 71 Guanyador 2013: Sebastian Vettel, Red Bull                 | Circuit d'Interlagos           | 3a posició    | Felipe Massa     | Resultats |
| 18 | 9 de novembre  | Gran Premi de Brasil Circuit d'Interlagos Longitud: 305,909 km Voltes: 71 Guanyador 2013: Sebastian Vettel, Red Bull                 | Circuit d'Interlagos           | Pole Position | Nico Rosberg     | Resultats |
| 18 | 9 de novembre  | Gran Premi de Brasil Circuit d'Interlagos Longitud: 305,909 km Voltes: 71 Guanyador 2013: Sebastian Vettel, Red Bull                 | Circuit d'Interlagos           | Volta ràpida  | Lewis Hamilton   | Resultats |
| 19 | 23 de novembre | Gran Premi d'Abu Dhabi Circuit Yas Marina Longitud: 305,361 km Voltes: 55 Guanyador 2013: Sebastian Vettel, Red Bull                 | Circuit Yas Marina             | Guanyador     | Lewis Hamilton   | Resultats |
| 19 | 23 de novembre | Gran Premi d'Abu Dhabi Circuit Yas Marina Longitud: 305,361 km Voltes: 55 Guanyador 2013: Sebastian Vettel, Red Bull                 | Circuit Yas Marina             | 2a posició    | Felipe Massa     | Resultats |
| 19 | 23 de novembre | Gran Premi d'Abu Dhabi Circuit Yas Marina Longitud: 305,361 km Voltes: 55 Guanyador 2013: Sebastian Vettel, Red Bull                 | Circuit Yas Marina             | 3a posició    | Valtteri Bottas  | Resultats |
| 19 | 23 de novembre | Gran Premi d'Abu Dhabi Circuit Yas Marina Longitud: 305,361 km Voltes: 55 Guanyador 2013: Sebastian Vettel, Red Bull                 | Circuit Yas Marina             | Pole Position | Lewis Hamilton   | Resultats |
| 19 | 23 de novembre | Gran Premi d'Abu Dhabi Circuit Yas Marina Longitud: 305,361 km Voltes: 55 Guanyador 2013: Sebastian Vettel, Red Bull                 | Circuit Yas Marina             | Volta ràpida  | Felipe Massa     | Resultats |

## Campionat de pilots
| Pos. | Pilot             | AUS · | MYS · | BAH · | XIN · | ESP · | MON · | CAN · | AUS · | GBR · | ALE · | HON · | BEL · | ITA · | SIN · | JPN · | RUS · | USA · | BRA · | ABU · | Punts |
| ---- | ----------------- | ----- | ----- | ----- | ----- | ----- | ----- | ----- | ----- | ----- | ----- | ----- | ----- | ----- | ----- | ----- | ----- | ----- | ----- | ----- | ----- |
| 1    | Lewis Hamilton    | Ret   | 1     | 1     | 1     | 1     | 2     | Ret   | 2     | 1     | 3     | 3     | Ret   | 1     | 1     | 1     | 1     | 1     | 2     | 1     | 384   |
| 2    | Nico Rosberg      | 1     | 2     | 2     | 2     | 2     | 1     | 2     | 1     | Ret   | 1     | 4     | 2     | 2     | Ret   | 2     | 2     | 2     | 1     | 14    | 317   |
| 3    | Daniel Ricciardo  | DSQ   | Ret   | 4     | 4     | 3     | 3     | 1     | 8     | 3     | 6     | 1     | 1     | 5     | 3     | 4     | 7     | 3     | Ret   | 4     | 238   |
| 4    | Valtteri Bottas   | 5     | 8     | 7     | 7     | 5     | Ret   | 7     | 3     | 2     | 2     | 8     | 3     | 4     | 11    | 6     | 3     | 5     | 10    | 3     | 186   |
| 5    | Sebastian Vettel  | Ret   | 3     | 6     | 5     | 4     | Ret   | 3     | Ret   | 5     | 4     | 7     | 5     | 6     | 2     | 3     | 8     | 7     | 5     | 8     | 167   |
| 6    | Fernando Alonso   | 4     | 4     | 9     | 3     | 6     | 4     | 6     | 5     | 6     | 5     | 2     | 7     | Ret   | 4     | Ret   | 6     | 6     | 6     | 9     | 161   |
| 7    | Felipe Massa      | Ret   | 7     | 7     | 15    | 13    | 7     | 12†   | 4     | Ret   | Ret   | 5     | 13    | 3     | 5     | 7     | 11    | 4     | 3     | 2     | 134   |
| 8    | Jenson Button     | 3     | 6     | 17†   | 11    | 11    | 6     | 4     | 11    | 4     | 8     | 10    | 6     | 8     | Ret   | 5     | 4     | 12    | 4     | 5     | 126   |
| 9    | Nico Hülkenberg   | 6     | 5     | 5     | 6     | 10    | 5     | 5     | 9     | 8     | 7     | Ret   | 10    | 12    | 9     | 8     | 12    | Ret   | 8     | 6     | 96    |
| 10   | Sergio Pérez      | 10    | DNS   | 3     | 9     | 9     | Ret   | 11†   | 6     | 11    | 10    | Ret   | 8     | 7     | 7     | 10    | 10    | Ret   | 15    | 7     | 59    |
| 11   | Kevin Magnussen   | 2     | 9     | Ret   | 13    | 12    | 10    | 9     | 7     | 7     | 9     | 12    | 12    | 10    | 10    | 14    | 5     | 8     | 9     | 11    | 55    |
| 12   | Kimi Räikkönen    | 7     | 12    | 10    | 8     | 7     | 12    | 10    | 10    | Ret   | 11    | 6     | 4     | 9     | 8     | 12    | 9     | 13    | 7     | 10    | 55    |
| 13   | Jean-Éric Vergne  | 8     | Ret   | Ret   | 12    | Ret   | Ret   | 8     | Ret   | 10    | 13    | 9     | 11    | 13    | 6     | 9     | 13    | 10    | 13    | 12    | 22    |
| 14   | Romain Grosjean   | Ret   | 11    | 12    | Ret   | 8     | 8     | Ret   | 14    | 12    | Ret   | Ret   | Ret   | 16    | 13    | 15    | 17    | 11    | Ret   | 13    | 8     |
| 15   | Daniïl Kviat      | 9     | 10    | 11    | 10    | 14    | Ret   | Ret   | Ret   | 9     | Ret   | 14    | 9     | 11    | 14    | 11    | 14    | 15    | 11    | Ret   | 8     |
| 16   | Pastor Maldonado  | Ret   | Ret   | 14    | 14    | 15    | DNS   | Ret   | 12    | 17†   | 12    | 13    | Ret   | 14    | 12    | 16    | 18    | 9     | 12    | Ret   | 2     |
| 17   | Jules Bianchi     | NC    | Ret   | 16    | 17    | 18    | 9     | Ret   | 15    | 14    | 15    | 15    | 18†   | 18    | 16    | 20†   |       |       |       |       | 2     |
| 18   | Adrian Sutil      | 11    | Ret   | Ret   | Ret   | 17    | Ret   | 13    | 13    | 13    | Ret   | 11    | 14    | 15    | Ret   | 21†   | 16    | Ret   | 16    | 16    | 0     |
| 19   | Marcus Ericsson   | Ret   | 14    | Ret   | 20    | 20    | 11    | Ret   | 18    | Ret   | 18    | Ret   | 17    | 19    | 15    | 17    | 19    |       |       |       | 0     |
| 20   | Esteban Gutiérrez | 12    | Ret   | Ret   | 16    | 16    | Ret   | 14†   | 19    | Ret   | 14    | Ret   | 15    | 20    | Ret   | 13    | 15    | 14    | 14    | 15    | 0     |
| 21   | Max Chilton       | 13    | 15    | 13    | 19    | 19    | 14    | Ret   | 17    | 16    | 17    | 16    | 16    | Ret   | 17†   | 18    | Ret   |       |       |       | 0     |
| 22   | Kamui Kobayashi   | Ret   | 13    | 15    | 18    | Ret   | 13    | Ret   | 16    | 15    | 16    | Ret   |       | 17    | DNS   | 19    | Ret   |       |       | 18    | 0     |
| 23   | Will Stevens      |       |       |       |       |       |       |       |       |       |       |       |       |       |       |       |       |       |       | 17    | 0     |
| 24   | André Lotterer    |       |       |       |       |       |       |       |       |       |       |       | Ret   |       |       |       |       |       |       |       | 0     |

## Campionat de Constructors
| \| Pos. \| Constructor \| Constructor \| No. \| AUS · \| MYS · \| BAH · \| XIN · \| ESP · \| MON · \| CAN · \| AUS · \| GBR · \| ALE · \| HON · \| BEL · \| ITA · \| SIN · \| JPN · \| RUS · \| USA · \| BRA · \| ABU · \| Punts \| \| ---- \| ----------- \| -------------------- \| --- \| ----- \| ----- \| ----- \| ----- \| ----- \| ----- \| ----- \| ----- \| ----- \| ----- \| ----- \| ----- \| ----- \| ----- \| ----- \| ----- \| ----- \| ----- \| ----- \| ----- \| \| 1 \| DEU \| Mercedes \| 6 \| 1 \| 2 \| 2 \| 2 \| 2 \| 1 \| 2 \| 1 \| Ret \| 1 \| 4 \| 2 \| 2 \| Ret \| 2 \| 2 \| 2 \| 1 \| 14 \| 701 \| \| 1 \| DEU \| Mercedes \| 44 \| Ret \| 1 \| 1 \| 1 \| 1 \| 2 \| Ret \| 2 \| 1 \| 3 \| 3 \| Ret \| 1 \| 1 \| 1 \| 1 \| 1 \| 2 \| 1 \| 701 \| \| 2 \| AUT \| Red Bull-Renault \| 1 \| Ret \| 3 \| 6 \| 5 \| 4 \| Ret \| 3 \| Ret \| 5 \| 4 \| 7 \| 5 \| 6 \| 2 \| 3 \| 8 \| 7 \| 5 \| 8 \| 405 \| \| 2 \| AUT \| Red Bull-Renault \| 3 \| DSQ \| Ret \| 4 \| 4 \| 3 \| 3 \| 1 \| 8 \| 3 \| 6 \| 1 \| 1 \| 5 \| 3 \| 4 \| 7 \| 3 \| Ret \| 4 \| 405 \| \| 3 \| GBR \| Williams-Mercedes \| 19 \| Ret \| 7 \| 7 \| 15 \| 13 \| 7 \| 12† \| 4 \| Ret \| Ret \| 5 \| 13 \| 3 \| 5 \| 7 \| 11 \| 4 \| 3 \| 2 \| 320 \| \| 3 \| GBR \| Williams-Mercedes \| 77 \| 5 \| 8 \| 8 \| 7 \| 5 \| Ret \| 7 \| 3 \| 2 \| 2 \| 8 \| 3 \| 4 \| 11 \| 6 \| 3 \| 5 \| 10 \| 3 \| 320 \| \| 4 \| ITA \| Ferrari \| 7 \| 7 \| 12 \| 10 \| 8 \| 7 \| 12 \| 10 \| 10 \| Ret \| 11 \| 6 \| 4 \| 9 \| 8 \| 12 \| 9 \| 13 \| 7 \| 10 \| 216 \| \| 4 \| ITA \| Ferrari \| 14 \| 4 \| 4 \| 9 \| 3 \| 6 \| 4 \| 6 \| 5 \| 6 \| 5 \| 2 \| 7 \| Ret \| 4 \| Ret \| 6 \| 6 \| 6 \| 9 \| 216 \| \| 5 \| GBR \| McLaren-Mercedes \| 20 \| 2 \| 9 \| Ret \| 13 \| 12 \| 10 \| 9 \| 7 \| 7 \| 9 \| 12 \| 12 \| 10 \| 10 \| 14 \| 5 \| 8 \| 9 \| 11 \| 181 \| \| 5 \| GBR \| McLaren-Mercedes \| 22 \| 3 \| 6 \| 17† \| 11 \| 11 \| 6 \| 4 \| 11 \| 4 \| 8 \| 10 \| 6 \| 8 \| Ret \| 5 \| 4 \| 12 \| 4 \| 5 \| 181 \| \| 6 \| IND \| Force India-Mercedes \| 11 \| 10 \| DNS \| 3 \| 9 \| 9 \| Ret \| 11† \| 6 \| 11 \| 10 \| Ret \| 8 \| 7 \| 7 \| 10 \| 10 \| Ret \| 15 \| 7 \| 155 \| \| 6 \| IND \| Force India-Mercedes \| 27 \| 6 \| 5 \| 5 \| 6 \| 10 \| 5 \| 5 \| 9 \| 8 \| 7 \| Ret \| 10 \| 12 \| 9 \| 8 \| 12 \| Ret \| 8 \| 6 \| 155 \| \| 7 \| ITA \| Toro Rosso-Renault \| 25 \| 8 \| Ret \| Ret \| 12 \| Ret \| Ret \| 8 \| Ret \| 10 \| 13 \| 9 \| 11 \| 13 \| 6 \| 9 \| 13 \| 10 \| 13 \| 12 \| 30 \| \| 7 \| ITA \| Toro Rosso-Renault \| 26 \| 9 \| 10 \| 11 \| 10 \| 14 \| Ret \| Ret \| Ret \| 9 \| Ret \| 14 \| 9 \| 11 \| 14 \| 11 \| 14 \| 15 \| 11 \| Ret \| 30 \| \| 8 \| GBR \| Lotus-Renault \| 8 \| Ret \| 11 \| 12 \| Ret \| 8 \| 8 \| Ret \| 14 \| 12 \| Ret \| Ret \| Ret \| 16 \| 13 \| 15 \| 17 \| 11 \| 17† \| 13 \| 10 \| \| 8 \| GBR \| Lotus-Renault \| 13 \| Ret \| Ret \| 14 \| 14 \| 15 \| DNS \| Ret \| 12 \| 17† \| 12 \| 13 \| Ret \| 14 \| 12 \| 16 \| 18 \| 9 \| 12 \| Ret \| 10 \| \| 9 \| RUS \| Marussia-Ferrari \| 4 \| 13 \| 15 \| 13 \| 19 \| 19 \| 14 \| Ret \| 17 \| 16 \| 17 \| 16 \| 16 \| Ret \| 17 \| 18 \| Ret \| \| \| \| 2 \| \| 9 \| RUS \| Marussia-Ferrari \| 17 \| NC \| Ret \| 16 \| 17 \| 18 \| 9 \| Ret \| 15 \| 14 \| 15 \| 15 \| 18† \| 18 \| 16 \| 20† \| \| \| \| \| 2 \| \| 9 \| RUS \| Marussia-Ferrari \| 42 \| \| \| \| \| \| \| \| \| \| \| \| WD \| \| \| \| WD \| \| \| \| 2 \| \| 10 \| CHE \| Sauber-Ferrari \| 21 \| 12 \| Ret \| Ret \| 16 \| 16 \| Ret \| 14† \| 19 \| Ret \| 14 \| Ret \| 15 \| 20 \| Ret \| 13 \| 15 \| 14 \| 14 \| 15 \| 0 \| \| 10 \| CHE \| Sauber-Ferrari \| 99 \| 11 \| Ret \| Ret \| Ret \| 17 \| Ret \| 13 \| 13 \| 13 \| Ret \| 11 \| 14 \| 15 \| Ret \| 21† \| 16 \| Ret \| 16 \| 16 \| 0 \| \| 11 \| MYS \| Caterham-Renault \| 9 \| Ret \| 14 \| Ret \| 20 \| 20 \| 11 \| Ret \| 18 \| Ret \| 18 \| Ret \| 17 \| 19 \| 15 \| 17 \| 19 \| \| \| \| 0 \| \| 11 \| MYS \| Caterham-Renault \| 10 \| Ret \| 13 \| 15 \| 18 \| Ret \| 13 \| Ret \| 16 \| 15 \| 16 \| Ret \| \| 17 \| DNS \| 19 \| Ret \| \| \| Ret \| 0 \| \| 11 \| MYS \| Caterham-Renault \| 45 \| \| \| \| \| \| \| \| \| \| \| \| Ret \| \| \| \| \| \| \| \| 0 \| \| 11 \| MYS \| Caterham-Renault \| 46 \| \| \| \| \| \| \| \| \| \| \| \| \| \| \| \| \| \| \| 17 \| 0 \| \| Pos. \| Constructor \| Constructor \| No. \| AUS · \| MYS · \| BAH · \| XIN · \| ESP · \| MON · \| CAN · \| AUS · \| GBR · \| ALE · \| HON · \| BEL · \| ITA · \| SIN · \| JPN · \| RUS · \| USA · \| BRA · \| ABU · \| Punts \| | Negreta - Pole position Cursiva - Volta ràpida |                      |     |       |       |       |       |       |       |       |       |       |       |       |       |       |       |       |       |       |       |       |       |
| Pos. | Constructor                                    | Constructor          | No. | AUS · | MYS · | BAH · | XIN · | ESP · | MON · | CAN · | AUS · | GBR · | ALE · | HON · | BEL · | ITA · | SIN · | JPN · | RUS · | USA · | BRA · | ABU · | Punts |
| 1 | DEU                                            | Mercedes             | 6   | 1     | 2     | 2     | 2     | 2     | 1     | 2     | 1     | Ret   | 1     | 4     | 2     | 2     | Ret   | 2     | 2     | 2     | 1     | 14    | 701   |
| 1 | DEU                                            | Mercedes             | 44  | Ret   | 1     | 1     | 1     | 1     | 2     | Ret   | 2     | 1     | 3     | 3     | Ret   | 1     | 1     | 1     | 1     | 1     | 2     | 1     | 701   |
| 2 | AUT                                            | Red Bull-Renault     | 1   | Ret   | 3     | 6     | 5     | 4     | Ret   | 3     | Ret   | 5     | 4     | 7     | 5     | 6     | 2     | 3     | 8     | 7     | 5     | 8     | 405   |
| 2 | AUT                                            | Red Bull-Renault     | 3   | DSQ   | Ret   | 4     | 4     | 3     | 3     | 1     | 8     | 3     | 6     | 1     | 1     | 5     | 3     | 4     | 7     | 3     | Ret   | 4     | 405   |
| 3 | GBR                                            | Williams-Mercedes    | 19  | Ret   | 7     | 7     | 15    | 13    | 7     | 12†   | 4     | Ret   | Ret   | 5     | 13    | 3     | 5     | 7     | 11    | 4     | 3     | 2     | 320   |
| 3 | GBR                                            | Williams-Mercedes    | 77  | 5     | 8     | 8     | 7     | 5     | Ret   | 7     | 3     | 2     | 2     | 8     | 3     | 4     | 11    | 6     | 3     | 5     | 10    | 3     | 320   |
| 4 | ITA                                            | Ferrari              | 7   | 7     | 12    | 10    | 8     | 7     | 12    | 10    | 10    | Ret   | 11    | 6     | 4     | 9     | 8     | 12    | 9     | 13    | 7     | 10    | 216   |
| 4 | ITA                                            | Ferrari              | 14  | 4     | 4     | 9     | 3     | 6     | 4     | 6     | 5     | 6     | 5     | 2     | 7     | Ret   | 4     | Ret   | 6     | 6     | 6     | 9     | 216   |
| 5 | GBR                                            | McLaren-Mercedes     | 20  | 2     | 9     | Ret   | 13    | 12    | 10    | 9     | 7     | 7     | 9     | 12    | 12    | 10    | 10    | 14    | 5     | 8     | 9     | 11    | 181   |
| 5 | GBR                                            | McLaren-Mercedes     | 22  | 3     | 6     | 17†   | 11    | 11    | 6     | 4     | 11    | 4     | 8     | 10    | 6     | 8     | Ret   | 5     | 4     | 12    | 4     | 5     | 181   |
| 6 | IND                                            | Force India-Mercedes | 11  | 10    | DNS   | 3     | 9     | 9     | Ret   | 11†   | 6     | 11    | 10    | Ret   | 8     | 7     | 7     | 10    | 10    | Ret   | 15    | 7     | 155   |
| 6 | IND                                            | Force India-Mercedes | 27  | 6     | 5     | 5     | 6     | 10    | 5     | 5     | 9     | 8     | 7     | Ret   | 10    | 12    | 9     | 8     | 12    | Ret   | 8     | 6     | 155   |
| 7 | ITA                                            | Toro Rosso-Renault   | 25  | 8     | Ret   | Ret   | 12    | Ret   | Ret   | 8     | Ret   | 10    | 13    | 9     | 11    | 13    | 6     | 9     | 13    | 10    | 13    | 12    | 30    |
| 7 | ITA                                            | Toro Rosso-Renault   | 26  | 9     | 10    | 11    | 10    | 14    | Ret   | Ret   | Ret   | 9     | Ret   | 14    | 9     | 11    | 14    | 11    | 14    | 15    | 11    | Ret   | 30    |
| 8 | GBR                                            | Lotus-Renault        | 8   | Ret   | 11    | 12    | Ret   | 8     | 8     | Ret   | 14    | 12    | Ret   | Ret   | Ret   | 16    | 13    | 15    | 17    | 11    | 17†   | 13    | 10    |
| 8 | GBR                                            | Lotus-Renault        | 13  | Ret   | Ret   | 14    | 14    | 15    | DNS   | Ret   | 12    | 17†   | 12    | 13    | Ret   | 14    | 12    | 16    | 18    | 9     | 12    | Ret   | 10    |
| 9 | RUS                                            | Marussia-Ferrari     | 4   | 13    | 15    | 13    | 19    | 19    | 14    | Ret   | 17    | 16    | 17    | 16    | 16    | Ret   | 17    | 18    | Ret   |       |       |       | 2     |
| 9 | RUS                                            | Marussia-Ferrari     | 17  | NC    | Ret   | 16    | 17    | 18    | 9     | Ret   | 15    | 14    | 15    | 15    | 18†   | 18    | 16    | 20†   |       |       |       |       | 2     |
| 9 | RUS                                            | Marussia-Ferrari     | 42  |       |       |       |       |       |       |       |       |       |       |       | WD    |       |       |       | WD    |       |       |       | 2     |
| 10 | CHE                                            | Sauber-Ferrari       | 21  | 12    | Ret   | Ret   | 16    | 16    | Ret   | 14†   | 19    | Ret   | 14    | Ret   | 15    | 20    | Ret   | 13    | 15    | 14    | 14    | 15    | 0     |
| 10 | CHE                                            | Sauber-Ferrari       | 99  | 11    | Ret   | Ret   | Ret   | 17    | Ret   | 13    | 13    | 13    | Ret   | 11    | 14    | 15    | Ret   | 21†   | 16    | Ret   | 16    | 16    | 0     |
| 11 | MYS                                            | Caterham-Renault     | 9   | Ret   | 14    | Ret   | 20    | 20    | 11    | Ret   | 18    | Ret   | 18    | Ret   | 17    | 19    | 15    | 17    | 19    |       |       |       | 0     |
| 11 | MYS                                            | Caterham-Renault     | 10  | Ret   | 13    | 15    | 18    | Ret   | 13    | Ret   | 16    | 15    | 16    | Ret   |       | 17    | DNS   | 19    | Ret   |       |       | Ret   | 0     |
| 11 | MYS                                            | Caterham-Renault     | 45  |       |       |       |       |       |       |       |       |       |       |       | Ret   |       |       |       |       |       |       |       | 0     |
| 11 | MYS                                            | Caterham-Renault     | 46  |       |       |       |       |       |       |       |       |       |       |       |       |       |       |       |       |       |       | 17    | 0     |
| Pos. | Constructor                                    | Constructor          | No. | AUS · | MYS · | BAH · | XIN · | ESP · | MON · | CAN · | AUS · | GBR · | ALE · | HON · | BEL · | ITA · | SIN · | JPN · | RUS · | USA · | BRA · | ABU · | Punts |

Notes:
- † — Els pilots no han finalitzat el GP però han disputat més del 90% de la cursa.
- ‡ — L'últim GP de la temporada puntuava doble pel campionat.